# Rázsony
A Rázsony Magyarországon anyakönyvezhető férfinév, szláv → magyar (Rásony) eredetű férfinév, jelentése ismeretlen.

## Névnapok
- április 17.
- július 23.

## Alakváltozatok
- Rázsoly

## További keresztnevek
- Magyar névnapok listája dátum szerint
- Magyar névnapok listája betűrendben